# ロウズ・シネプレックス・エンターテインメント

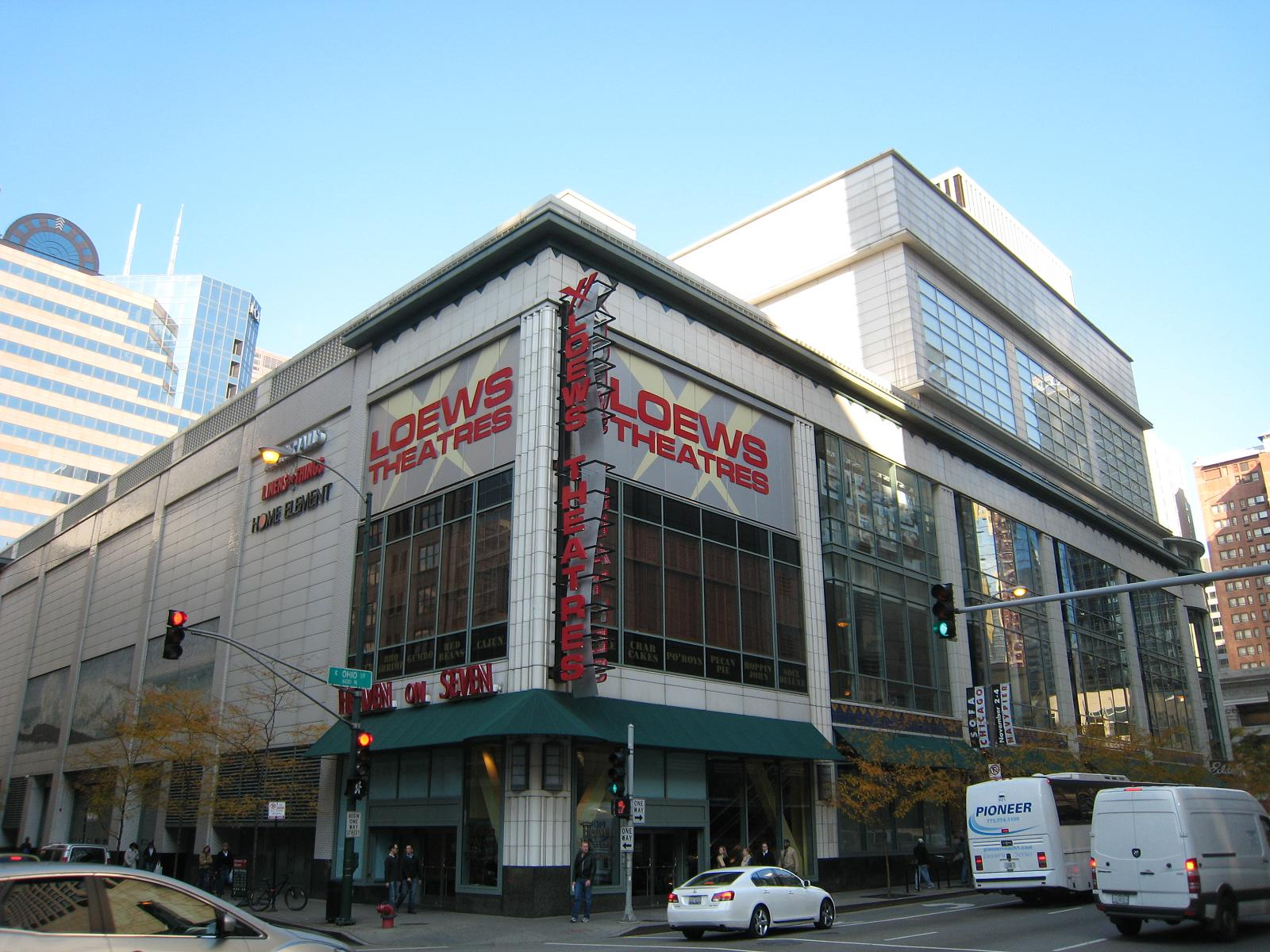
元ロウズの映画館（AMC Loews 600 North Michigan 9）

ロウズ・シネプレックス・エンターテインメント（Loews Cineplex Entertainment）は、1904年にマーカス・ロウ（Marcus Loew）によりロウズ・シアター（Loews Theatres、Loews Incorporatedとしても知られる）として設立され、2006年1月26日にAMCシアターズと合併するまでは、北米で最古の映画館チェーンだった。合併後もいくつかの市場では「ロウズ」の名前が使われ続けている。
1924年から1959年までは、メトロ・ゴールドウィン・メイヤー・スタジオの親会社でもあった。
1963年にティッシュ兄弟が買収するまでは、創業者マーカス・ロウにちなみに単に「ロウズ」（Loew’s）と呼ばれていた。
1998年にシネプレックス・オデオンに吸収合併され、ロウズ・シネプレックス・エンターテインメント・コーポレイション（Loews Cineplex Entertainment Corporation）となった。

## 沿革
ロウズ・シアター・インコーポレイテッド（Loew's Theatres Incorporated）は、1904年にオハイオ州シンシナティで起業家マーカス・ロウにより設立された。ロウは、店頭で短い無声映画を上映する5セント劇場のチェーンを設立した。まもなくロウは豪華なヴォードヴィル劇場を持つようになり、最終的にはいくつもの豪勢なムービー・パレスを持つまでになった。ロウの劇場は全米各都市に設置されたが、主な地域は東海外と中西部だった。
良質の映画を彼の映画館に供給するため、ロウは1919年にメトロ・ピクチャーズ（Metro Pictures Corporations）を買収し、自身の傘下に加えた。この会社は1924年にメトロ・ゴールドウィン・メイヤー・ピクチャーズ（Metro-Goldwyn-Mayer Pictures、略称MGM）となる。ロウズ・インコーポレイテッドは配給網とハリウッド・スタジオの親会社を所有していたが、1948年のハリウッド反トラスト事件（「アメリカ合衆国対パラマウント・ピクチャーズ」裁判）での米最高裁判所の裁定により分割を求められ、1959年に分割された。
1985年、連邦政府による規制緩和が行われた際、トライスター ピクチャーズ（Tri-Star Pictures）がマーカス・ロウが設立した会社の後継会社であるロウズ・コーポレーション（Loews Corporation）からロウズ・シアター・チェーンを買収した。ロウズ・コーポレーションはこの時までに、ティッシュ兄弟（ロバート・ティッシュ、ローレンス・ティッシュ）の所有するホテルから保険まで非エンターテインメント・ビジネスへと多角化した持ち株会社となっていた。
コロンビア ピクチャーズ（Columbia Pictures）によるトライスターの買収、そして1989年のソニーによるコロンビアの買収により、ソニーはそれら映画館も継承した。しばらくの間、ロウズはソニー・シアターの下で運営された。皮肉にも、ソニー主導の提携で2005年にはMGMを買収した。
1994年、ソニーはマジック・ジョンソンと提携し、都市部（特にロサンゼルス）での映画館のミニ・チェーンであるマジック・ジョンソン・シアターズが生まれた。
1998年、シネプレックス・オデオン（Cineplex Odeon Corporation）はロウズ・シアターズを吸収合併し、ロウズ・シネプレックス・エンターテインメントが誕生した。その合併会社は、アメリカ、カナダ、メキシコ、韓国、そしてスペインに映画館を持つ世界最大の映画館運営会社の1つだった。しかしシネプレックス社の不健全な金融資産を吸収した結果、2001年には連邦倒産法第11章（チャプター11、日本の民事再生法にあたる）適用を申請することとなった。
2002年に、ロウズ・シネプレックスはオネックス・コーポレーション（Onex Corporation）とオークトゥリー・キャピタル・マネジメント（Oaktree Capital Management）により買収された。2004年には、カナダの資産を除き、カーライル・グループを含む投資家グループに売却された。
2005年、AMCシアターズ（AMC Theatres）はロウズ・シネコンプレックス・エンターテインメントを吸収合併することをアナウンスした。合併後の会社はAMCの名前を冠するが、2017年まで、ロウズの名前はその新会社の下で1ブランドとして生き残ることとなった。合併の際、ロウズは198の映画館を運営し、2,235のスクリーンを持っていた。以前の親会社であるロウズ・コーポレーションとは関係がない。